# Sindhutai Sapkal
Sindhutai Sapkal (Wardha, Unión de la India; 14 de noviembre de 1948 - Pune, Maharastra; 4 de enero de 2022) fue una trabajadora social y activista social india conocida particularmente por su trabajo en la crianza de niños huérfanos en la India. Fue galardonada con el Padma Shri en 2021 en la categoría de Trabajo Social. Falleció de un ataque al corazón en Pune, el 4 de enero de 2022, a la edad de 73 años.

## Biografía

### Infancia y juventud
Nació el 14 de noviembre de 1948 en el pueblo de Pimpri Meghe, en el distrito de Wardha, en las entonces Provincias Centrales y Berar de la India británica, hija de Abhimanyu Sathe, un pastor de vacas. La pobreza extrema, las responsabilidades familiares y un matrimonio prematuro la obligaron a abandonar la educación formal después de aprobar el cuarto curso. Se casó a los 12 años con Shrihari Sapkal, que era 20 años mayor que ella, y se trasladó a la aldea de Nawargaon, Seloo, en Wardha. El matrimonio no duró mucho y a los 20 años se quedó sola para cuidar de una niña.

### Primeros trabajos con los adivasis
Más tarde se encontró en Chikhaldara, donde empezó a mendigar en los andenes del ferrocarril para conseguir comida. Se dio cuenta de que había muchos niños abandonados por sus padres y los adoptó como propios. A continuación, mendigó con más ahínco para alimentarlos. Decidió convertirse en madre de todos los que se le presentaran como huérfanos. Más tarde donó a su hijo biológico a la fundación Shrimant Dagdu Sheth Halwai, de Pune, para eliminar el sentimiento de parcialidad entre su hijo biológico y los niños adoptados.

Los detalles de su lucha se ofrecieron en el semanario Optimist Citizen el 18 de mayo de 2016:
En esta lucha constante por sobrevivir, se encontró en Chikaldara, situada en el distrito de Amravati, en Maharashtra. Aquí, debido a un proyecto de preservación del tigre, 84 aldeas tribales fueron evacuadas. En medio de la confusión, un funcionario del proyecto confiscó 132 vacas de aldeanos adivasi y una de ellas murió. Sapkal decidió luchar por la rehabilitación adecuada de los indefensos aldeanos tribales. Sus esfuerzos fueron reconocidos por el Ministro de Bosques, que tomó las medidas oportunas para su reubicación.
Sapkal luchó por la rehabilitación de ochenta y cuatro aldeas. En el curso de su agitación, se reunió con Chhedilal Gupta, el entonces Ministro de Bosques. Éste aceptó que los aldeanos no debían ser desplazados antes de que el gobierno tomara medidas adecuadas en lugares alternativos. Cuando la primera ministra Indira Gandhi llegó para inaugurar el proyecto del tigre, Sapkal le mostró fotografías de un adivasi que había perdido los ojos a manos de un oso salvaje. Inmediatamente ordenó una indemnización".
Tras ser informado de la difícil situación de los niños adivasis huérfanos y abandonados, Sapkal se hizo cargo de ellos a cambio de escasas cantidades de comida. Poco después, se convirtió en la misión de su vida.

## Orfanatos
Se dedicó a los huérfanos. Por eso la llamaban cariñosamente "Mai", que significa "madre". Cuidó a más de 1.500 niños huérfanos y a través de ellos tuvo una gran familia de 382 yernos y 49 nueras. Recibió más de 700 premios por su trabajo. Utilizó el dinero de los premios para comprar un terreno y crear un hogar para niños huérfanos.

### Organizaciones
- Fundación Madre Global Pune[8]
- Sanmati Bal Niketan, Bhelhekar Vasti, Manjri, Hadapsar, Pune
- Mamata Bal Sadan, Kumbharvalan, cerca de Saswad, Purandar taluka (iniciada en 1994)
- Savitribai Phule Mulinche Vasatigruh (albergue femenino) Chikhaldara, Amravati
- Abhiman Bal Bhavan, Wardha
- Gangadharbaba Chhatralaya, Guha shirdi
- Saptsindhu' Mahila Adhar, Balsangopan Aani Shikshan Sanstha, Pune
- Shree Manshanti Chatralaya, Shirur
- Vanvasi Gopal Krishna Bahuuddeshiya Mandal Amaravati

## Premios
- 2021 - Padma Shri en la categoría de Trabajo Social[9]
- 2017 - Nari Shakti Puraskar de manos del presidente de la India
- 2016 - Doctorado honorífico por el Colegio de Ingeniería Dr. D.Y. Patil, Pune
- 2016 - Premio al trabajador social del año de la Fundación Wockhardt
- 2014 - Premio Musulmán Ahmadiyya por la Paz
- 2013 - Premios Madre Teresa a la Justicia Social
- 2013 - Premio Nacional Madre Icono
- 2012 - Premios Héroes Reales, otorgados por la CNN-IBN y la Fundación Reliance.
- 2012 - Gaurav Puraskar COEP, otorgado por el Colegio de Ingeniería de Pune.
- 2010 - Premio Ahilyabai Holkar, otorgado por el Gobierno de Maharashtra a los trabajadores sociales en el ámbito del bienestar de las mujeres y los niños
- 2008 - Premio Mujer del Año, concedido por el periódico Marathi Loksatta 2008 - Dattak Mata Pata Pata, concedido por el periódico Marathi Loksatta
- 1996 - Dattak Mata Purskar, concedido por la organización sin ánimo de lucro Sunita Kalaniketan Trust
- Premio Sahyadri Hirkani (marathi: सह्याद्रीची हिरकणी पुरस्कार)
- Premio Rajai (Marathi: राजाई पुरस्कार)[30]
- Premio Shivlila Mahila Gaurav (maratí: शिवलीला महिला गौरव पुरस्कार)